# Zengakuren
Zengakuren és un sindicat d'estudiants universitaris fundat al Japó el 1948. Al llarg de la seva història, ha participat en el moviment contra la Purga Roja (1948-1952), en les marxes contra les bases militars, en les protestes contra el Tractat de cooperació militar entre els EUA i el Japó (1959-1960) i en la batalla de Sanrizuka contra la construcció de l'Aeroport Internacional de Narita des de 1968 fins a mitjans de la dècada del 1980.

## Història

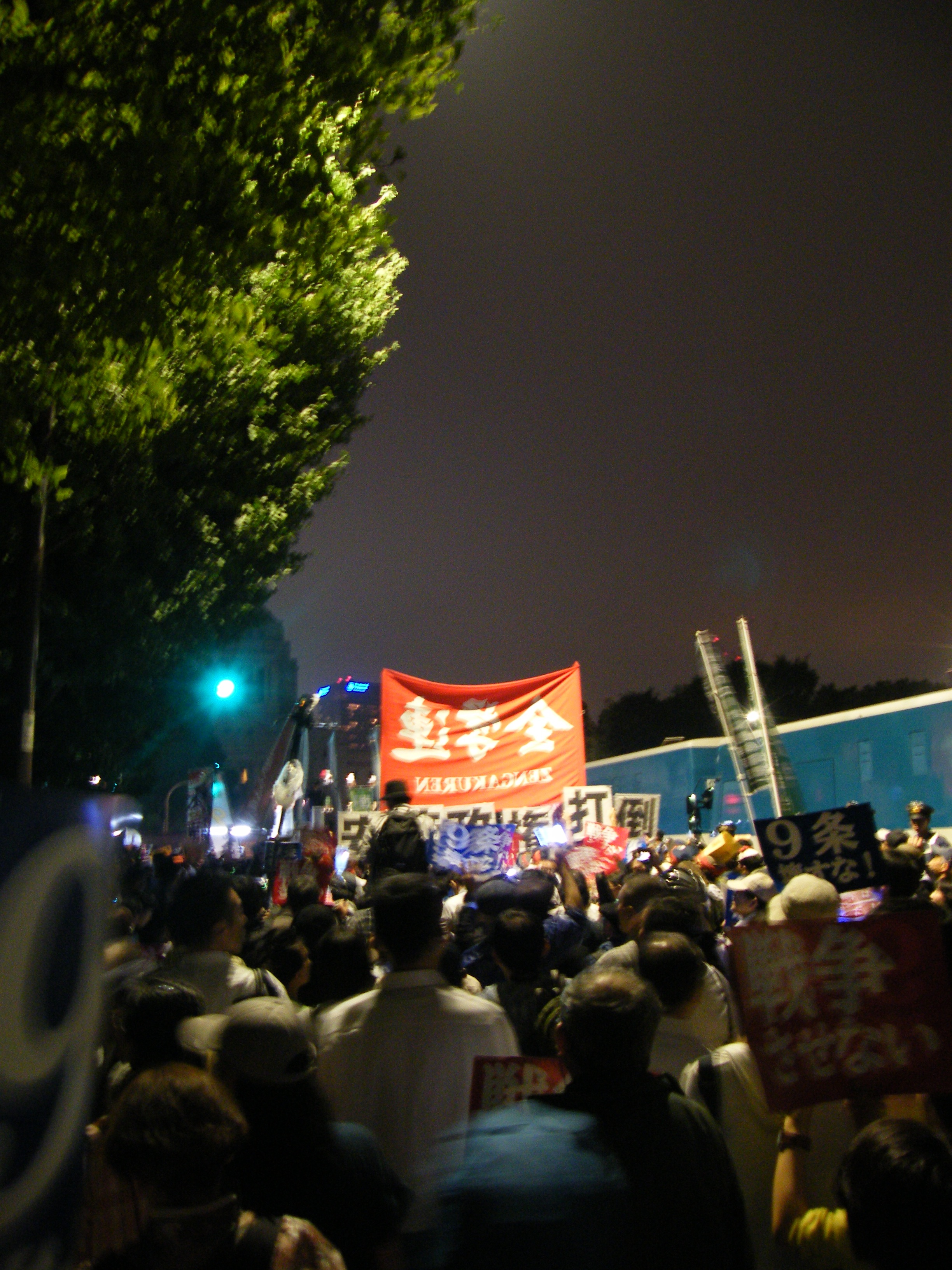
Manifestants davant de la Dieta del Japó durant el debat a la Cambra de Consellers poc abans de l'aprovació de la legislació militar japonesa el 2015. Una pancarta de Zengakuren és visible al centre de la imatge.

Zengakuren va néixer en plena postguerra quan l'estudiantat universitari japonès va fundar associacions d'autogovern (jichikai) per a protestar contra els vestigis feixistes del sistema universitari i per a organitzar-se contra l'augment del preu de les matrícules. Arran d'una vaga general fallida el 1947, el Partit Comunista del Japó (PCJ) va intervenir per a organitzar les associacions universitàries existents en una única organització nacional. Com a resultat d'aquest esforç organitzatiu, Zengakuren es va fundar oficialment el 18 de setembre de 1948. Teruo Takei, estudiant de la Universitat de Tòquio i membre del PCJ, va ser el primer president del sindicat. Cap a finals de 1948, Zengakuren representava gairebé el 60% de la població universitària del Japó.
Al llarg de la dècada del 1950, Zengakuren va participar en diverses lluites (tōsō), com ara les protestes del Chi no mēdē jiken contra el Tractat de San Francisco l'1 de maig de 1952, la lluita contra la Llei d'activitats subversives de 1952 a 1953, el moviment contra les proves nuclears després de l'incident del Daigo Fukuryu Maru de 1954 i la lluita contra l'expansió de la base aèria dels EUA a Tachikawa (1955-1957).
A finals de la dècada del 1950, una facció antiestalinista dins de Zengakuren, sobrenomenada Bunto, va aconseguir el control de Zengakuren. En el punt àlgid del seu poder organitzatiu durant les protestes contra el Tractat de seguretat militar entre els EUA i el Japó de 1960, Zengakuren comptava amb uns 250 jichikai en 110 centres educatius que representaven una força social de 290.000 estudiants.
Les primeres divisions dins de Zengakuren es van produir poc després, ja que el desànim pel fracàs de les protestes per a impedir la ratificació del Tractat de seguretat va provocar una escalada de recriminacions. Proveïts de cascos d'obra pintats amb els colors de les diferents faccions i de pals de fusta (gebabō, de l'alemany Gewalt, «violència»), l'estudiantat va participar en un cicle de lluites els anys següents, com ara la lluita contra la normalització de les relacions diplomàtiques amb Corea del Sud el 1965, les protestes contra l'atracament al Japó de submarins i portaavions de propulsió nuclear de la Marina dels EUA o les protestes contra la Guerra del Vietnam.